# NCSM Goderich (J260)
Le NCSM Goderich (pennant number J260) (ou en anglais HMCS Goderich) est un dragueur de mines de la Classe Bangor lancé pour la Marine royale canadienne (MRC) et qui a servi pendant la Seconde Guerre mondiale.

## Conception
Le Goderich est commandé dans le cadre du programme de la classe Bangor de 1940-41 pour le chantier naval de Dufferin Shipbuilding Company de Toronto en Ontario au Canada. La pose de la quille est effectuée le 15 janvier 1941, le Goderich est lancé le 14 mai 1941 et mis en service le 23 novembre 1941.
La classe Bangor doit initialement être un modèle réduit de dragueur de mines de la classe Halcyon au service de la Royal Navy,. La propulsion de ces navires est assurée par trois types de motorisation : moteur diesel, moteur à vapeur à pistons et turbine à vapeur. Cependant, en raison de la difficulté à se procurer des moteurs diesel, la version diesel a été réalisée en petit nombre.
Les dragueurs de mines de classe Bangor version canadienne déplacent 683 tonnes en charge normale . Afin de pouvoir loger les chaufferies, ce navire a des dimensions plus grandes que les premières versions à moteur diesel avec une longueur totale de 54,9 mètres, une largeur de 8,7 mètres et un tirant d'eau de 2,51 mètres. Ce navire est propulsé par deux moteurs alternatifs verticaux à triple détente alimentés par deux chaudières à tubes d'eau à trois tambours Admiralty et entraînant deux arbres d'hélices. Le moteur développe une puissance de 2 400 chevaux-vapeur (1 790 kW) et atteint une vitesse maximale de 16 nœuds (30 km/h). Le dragueur de mines pouvait transporter un maximum de 152 tonnes de fioul.
Leur manque de taille donne aux navires de cette classe de faibles capacités de manœuvre en mer, qui seraient même pires que celles des corvettes de la classe Flower. Les versions à moteur diesel sont considérées comme ayant de moins bonnes caractéristiques de maniabilité que les variantes à moteur alternatif à faible vitesse. Leur faible tirant d'eau les rend instables et leurs coques courtes ont tendance à enfourner la proue lorsqu'ils sont utilisés en mer de face.
Les navires de la classe Bangor sont également considérés comme exiguës pour les membres d'équipage, entassant 6 officiers et 77 matelots dans un navire initialement prévu pour un total de quarante.

## Histoire

### Seconde Guerre mondiale
Le Goderich  est mis en service le 23 novembre 1941 à Toronto et arrive à la base des Forces canadiennes Halifax à Halifax, en Nouvelle-Écosse, le 6 décembre 1941. Il est membre de la Halifax Local Defence Force (Force de défense locale de Halifax) ou de la Halifax Force (Force de Halifax) en tant qu'escorte de convoi local et de patrouilleur.
Le 18 novembre 1942, le Goderich  est endommagé lors d'une collision avec le pétrolier Iocoma dans le port de Halifax.
Le 29 janvier 1943, le Goderich  sauve les survivants du pétrolier américain Brilliant qui s'est brisé en deux pendant une tempête. Le dragueur de mines est remis en état une fois, du 5 mars au 15 mai 1943, à Liverpool, en Nouvelle-Écosse.

### Après-guerre
Après la fin de la guerre, le navire est désarmé le 6 novembre 1945 à Halifax et mis en réserve à Sorel, au Québec. Le Goderich reste jusqu'à ce qu'il soit réactivé en 1951, pendant la guerre de Corée. Le dragueur de mines est modernisé à Lauzon (Québec), et reçoit un nouveau numéro de coque (Pennant number) FSE 198 et est redésigné comme escorte côtière. Mais le navire n'est jamais remis en service et est désarmé à Sydney (Nouvelle-Écosse) jusqu'à sa vente en février 1959 à Marine Industries pour être démantelé pour la ferraille,.

### Honneurs de bataille
- Atlantic 1942-45

### Participation auxconvois
Le Goderich a navigué avec les convois suivants au cours de sa carrière:
1. Convoi BX 150
2. Convoi BX 153
3. Convoi BX 160
4. Convoi BX 161
5. Convoi HX 170
6. Convoi HX 184
7. Convoi HX 261
8. Convoi HX 273
9. Convoi HX 292
10. Convoi ON 68
11. Convoi ON 82
12. Convoi ON 123
13. Convoi ON 165
14. Convoi ON 203
15. Convoi ON 239
16. Convoi ON 241
17. Convoi ON 242
18. Convoi ON 289
19. Convoi ONS 42
20. Convoi ONS 49
21. Convoi SC 71
22. Convoi SC 97
23. Convoi XB 80
24. Convoi XB 142
25. Convoi XB 150
26. Convoi XB 153
27. Convoi XB 159B

### Commandement
- T/Lieutenant (T/Lt.) Reginald Ray Kenney (RCNR) du 1er octobre 1941 au 14 mars 1943
- T/Lieutenant (T/Lt.) John Lecky (RCNVR) du 15 mars 1943 au 6 avril 1943
- T/Lieutenant (T/Lt.) James C. Pratt (RCNVR) du 7 avril 1943 au 21 mars 1944
- T/Lieutenant (T/Lt.) John Eastwood Taylor (RCNVR) du 22 mars 1944 au 6 novembre 1945

Notes:
RCNR: Royal Canadian Naval Reserve
RCNVR: Royal Canadian Naval Volunteer Reserve 